# Ландер, Морган
Морган Ли Ландер (англ. Morgan Lee Lander, родилась 6 января 1982 в Онтарио) — канадская певица, вокалистка и гитаристка группы Kittie. Её сестра Мерседес также выступает в этой группе (барабанщица).

## Биография
Родилась 6 января 1982 в семье Дэвида и Дианы Ландер в Эдмонтоне. В возрасте двух лет переехала в Брамптон с новорождённой сестрой Мерседес. В возрасте 6 лет начала брать уроки игры на фортепиано, но затем стала играть чаще на гитаре. В 11 лет переехала с семьёй в Лондон (Онтарио) и начала сочинять там песни (первая песня, «Brackish», была написана в 13 лет). Совместно с сестрой Мерседес и подругами Фэллон Боумэн и Таней Кандлер в 1996 году они создают группу Kittie, а через год выпускают первый альбом Spit. С этого момента Морган является бессменной вокалисткой группы.
Морган выпустила свою фирменную коллекцию одежды Poisoned Black Clothing в сентябре 2005 года. Также она является владелицей компании «X Of Infamy» (ранее «Kiss of Infamy»). Также является продюсером двух других групп.